# Тернівка (притока Удичу)
Тернівка (Самаричка) — річка в Україні, у Гайсинському районі Вінницької області. Ліва притока Удичу (басейн Південного Бугу).

## Опис
Довжина річки 16 км, похил річки — 3,1 м/км. Формується з багатьох безіменних струмків та водойм. Площа басейну 105 км2.

## Розташування
Бере початок у селі Тернівка. Тече переважно на північний захід через Березівку, Серединку і у Костюківці впадає у річку Удич, ліву притоку Південного Бугу.
Річку перетинає автомобільна дорога Т 0202.

## Притоки
Річка без назви - права притока. Бере  початок у селі Серебрія і тече через нього переважно на південний захід. У селі Березівці впадає у Тернівку за 9 км від її гирла. Довжина річки - 5,4 км, площа басейну - 13,1 км².